# Борщёвское сельское поселение (Панинский район)
Борщёвское сельское поселение — упразднённое муниципальное образование в Панинском районе Воронежской области.
Административный центр — село Борщёво.
Глава сельского поселения — Сысоев Евгений Викторович. Адрес администрации: 396155, Панинский район, с. Борщёво, ул. Гагарина, 1.

## География
Борщёвское сельское поселение граничит с Эртильским районом, с Аннинским районом, с Прогрессовским сельским поселением и с Чернавским сельским поселением.

## История
Законом Воронежской области от 13 апреля 2015 года № 42-ОЗ, Борщёвское и Прогрессовское сельские поселения преобразованы, путём объединения, в Прогрессовское сельское поселение с административным центром в селе Михайловка 1-я.

## Административное деление
В состав Борщевского сельского поселения входило 2 населённых пункта:
- село Борщёво,
- село Пады.

## Население
По данным на 1 января 2000 года, в Борщёвском сельском поселении проживало 885 человек. По данным на 1 октября 2005 года, численность населения составляла 763 человека.